# Globo crucigero

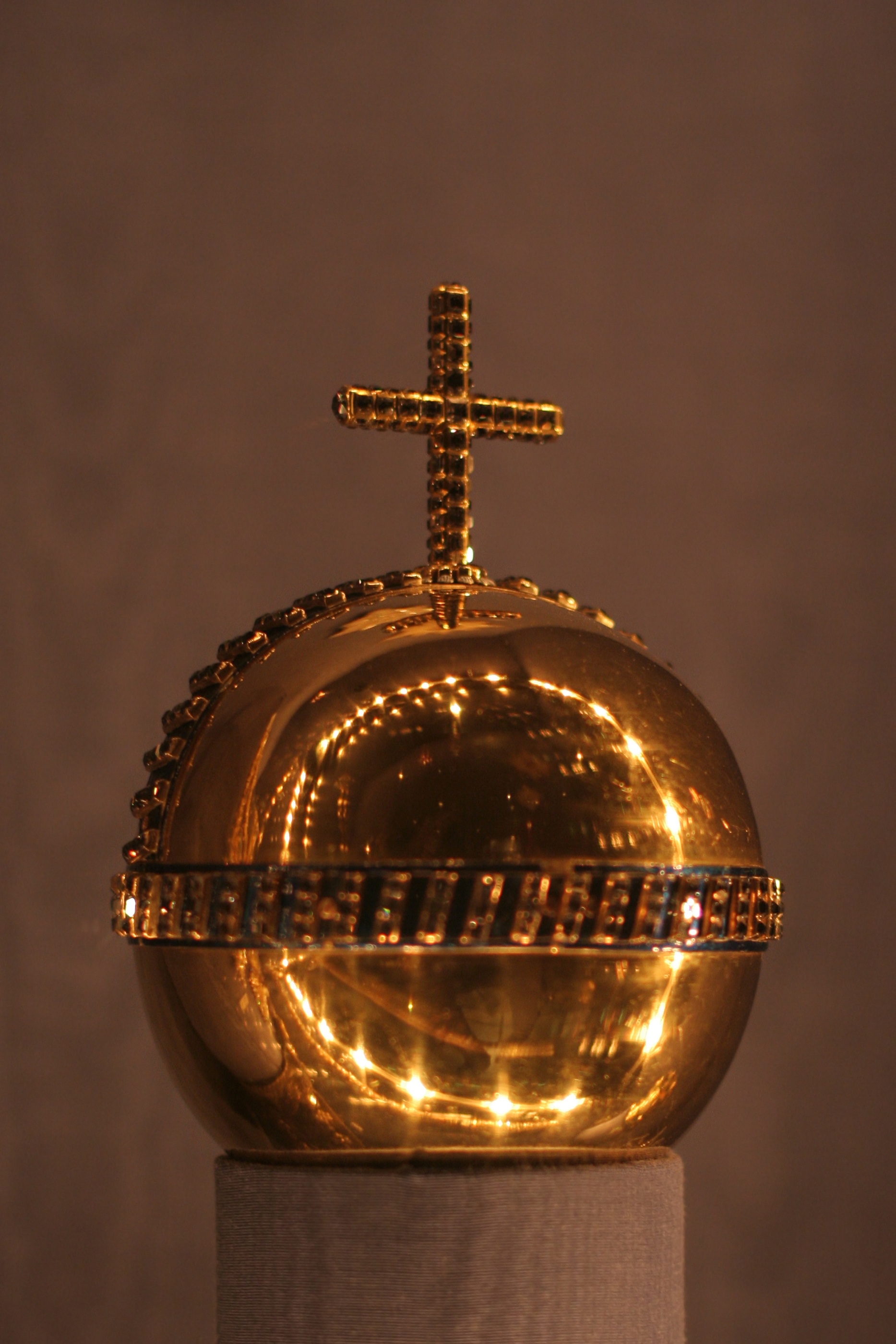
Globo crucigero danese, parte delle insegne delle corona.

Il globo crucigero (globus cruciger in latino), talvolta crucifero, è una sfera sulla cui cima è apposta una croce. È un simbolo usato soprattutto nel Medioevo da imperatori e re sulle monete, nell'iconografia e nelle insegne regali. Esso caratterizza il potere regale o imperiale come un potere cristiano, cioè che riconosce la supremazia di Cristo (rappresentato dalla croce) sul mondo e sui poteri terreni (la sfera).

## Storia
Il simbolismo visivo di tenere l'universo in mano (o, in maniera più forte, sotto il piede) era conosciuto anche presso i pagani. I cittadini romani erano familiari con la sfera come rappresentazione del cosmo e con il dominio dell'imperatore su di esso: per esempio su una moneta del IV secolo è raffigurato l'imperatore Costantino il Grande che tiene in mano una sfera; in una moneta del II secolo, del regno dell'imperatore Adriano, è raffigurata la dea Salus che tiene la sfera sotto un piede.
Dopo che il Cristianesimo divenne la religione ufficiale dell'Impero, alla sfera venne aggiunta la croce. La presenza del globo crucigero nelle insegne imperiali poteva essere interpretata in vario modo. Poteva, ad esempio, rappresentare il dominio di Cristo sul mondo e l'intenzione dell'imperatore di essere strumento di tale dominio. Il potere imperiale veniva così qualificato come un potere cristiano legittimato dal favore divino.

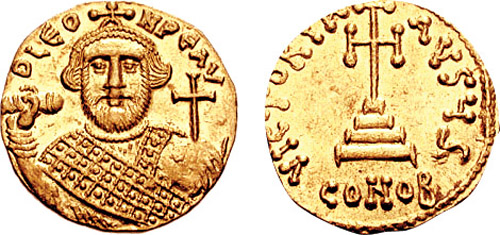
Globo crucigero sulle monete dell'imperatore bizantino Leonzio (il globo è in mano all'imperatore)

Il primo utilizzo conosciuto di questo simbolo risale ai primi del V secolo. Le prime attestazioni risalgono al periodo tra il 395 e il 408 (lo si trova, infatti, sul lato posteriore delle monete dell'imperatore bizantino Arcadio), ma con sicurezza a partire dal 423 sulle monete dell'imperatore Teodosio II.
Sebbene la sfera rappresentasse tutto il cosmo, in quanto figura geometrica perfetta, l'utilizzo del globo crucigero si diffuse presso tutti i regnanti cristiani, anche quelli di piccoli regni. 

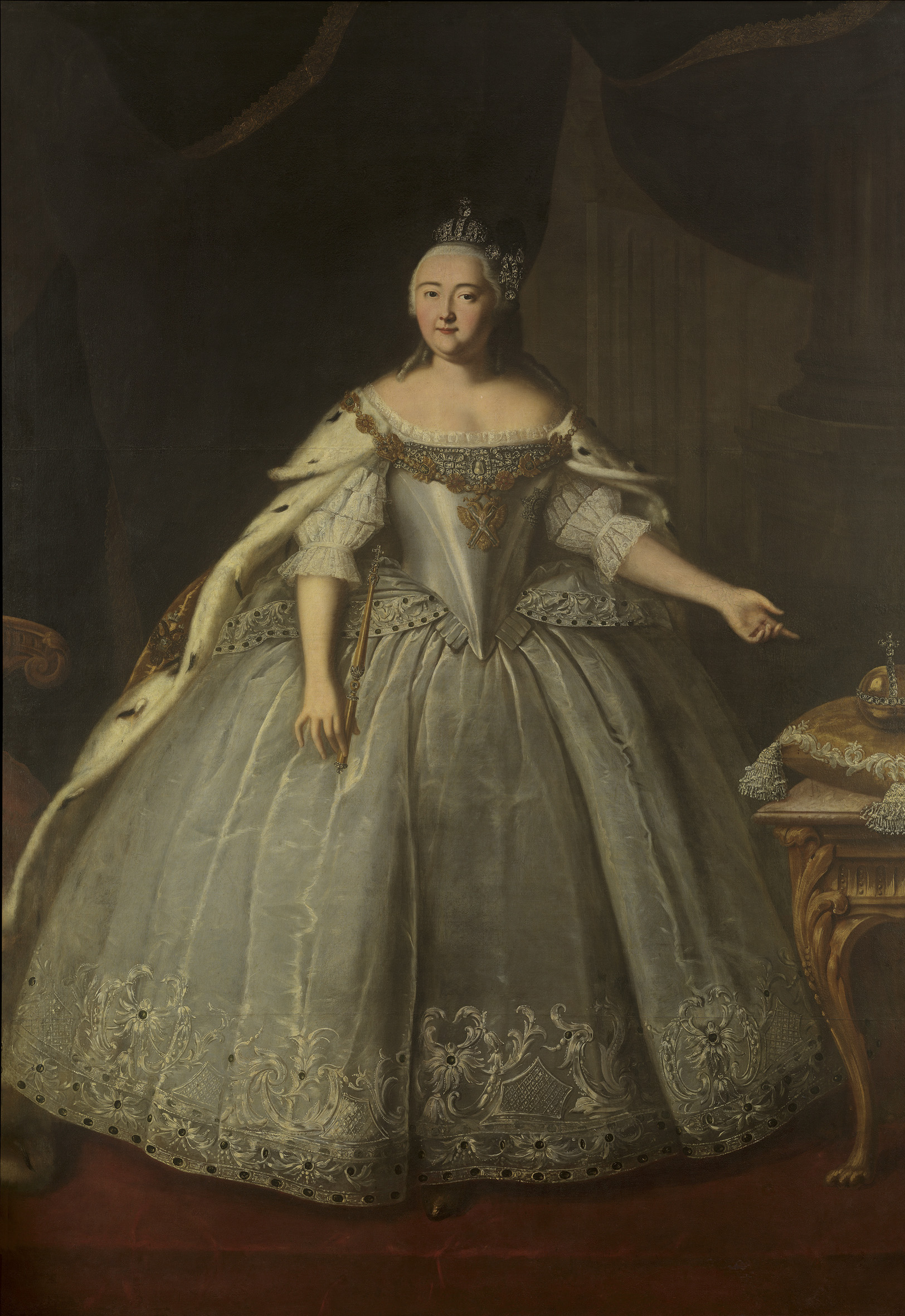
Un esempio di iconografia: il ritratto dell'imperatrice Elisabetta di Russia

Durante il Medioevo fu diffusamente utilizzato sulle monete, nell'iconografia e nelle insegne. Era inoltre presente sulla tiara papale essendo il papa considerato "padre dei principi e dei re, rettore del mondo, vicario in terra di Cristo". Esso veniva usato anche nelle rappresentazioni di esseri celesti come gli arcangeli.
Col passar del tempo, il globo crucigero fu usato come fregio su tutte le corone reali e imperiali europee, oltre che come oggetto separato delle insegne regali. Oggi tutte le dieci monarchie ereditarie esistenti in Europa continuano a usare il globo crucigero sugli stemmi nazionali.

## Letteratura
La sfera e la croce che compongono il globo crucigero sono anche il titolo di un romanzo di Chesterton, che a sua volta fornisce lo spunto a una lettera di Albino Luciani.